# Galerie Townhouse
La Townhouse Gallery a été créée en 1998 en tant que centre d'art indépendant, à but non lucratif, en Égypte avec pour but de rendre l'art contemporain plus accessible à tous sans compromettre la pratique créative. Ce centre présente des travaux artistiques sur un large éventail de supports, à travers des expositions, des résidences d'artistes et de curateurs, des initiatives d'éducation et des programmes de sensibilisation. Il vise à soutenir et à développer la connaissance, l'appréciation et la pratique de l'art contemporain en Égypte et dans la région.

## Historique et activités
La galerie, créée en 1998, est située dans le centre-ville du Caire. Ce centre a lancé des événements consacrés à l'art, dans la capitale égyptienne, en commençant par le festival Nitaq en 2000, et PhotoCairo, le premier festival en Égypte, exclusivement consacré à la photographie et à la vidéo, a été lancé en 2002.
Le musée collabore avec des institutions et des professionnels des arts à l'échelle régionale et à l'échelle internationale afin de créer des expositions, de partager des ressources et de faciliter les échanges avec les artistes.
Situé au deuxième étage, la bibliothèque contient des livres, des revues et d'autres publications liées aux arts, avec des sections consacrées à l'histoire de l'art, en Égypte, à des monographie sur des artistes égyptiens, et des catalogues d'expositions mettant en valeur le travail des artistes du Moyen-Orient. Le centre apporte également un support aux artistes sur la recherche de subventions et de bourses.
Fin 2015 et début 2016, le centre, considéré comme un des nids de contestation dans la capitale, a été inquiété et fermé pendant plusieurs semaines par le pouvoir égyptien,.

## Liste d'artistes
Ahmed Askalany, Amal Kenawy, Amina Mansour, Amre Heiba, Basim Magdy, Barry Iverson, Ayman Ramdan, Doa Aly, Hala Alkoussy, Huda Lutfi, Jihan Ammar, Lara Baladi, Maha Maamoun, Martin Mcinally, Mohamed Skarkawy, Nader Sadek, Nermine Hammam, Omar Ghayyatt, Oussama Dawod (it), Rana El Nemer, Rehab El Sadek, Sabah Naim, Scott Baily, Shady El Noshokaty, Susan Hefuna, Tarek Zaki, Wael Shawky, Warren Neidich, Yasser Gerab, Youssef Nabil.